# T13 (char)
Les T13 B1 fut utilisé pour remplacer les Carden-Loyd Mk VI d'une mobilité trop faible pour les forêts ardennaises.

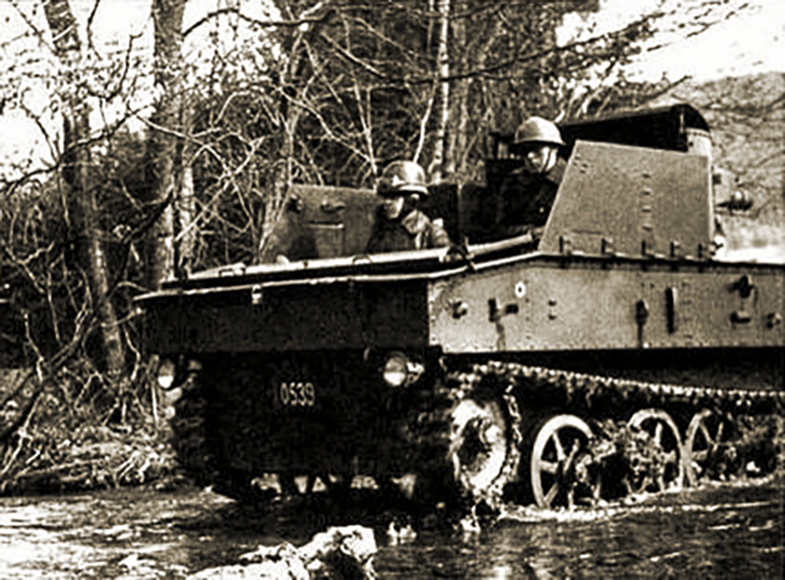
T13 B2 belge durant un exercice.

Le T13 est un chasseur de chars belge utilisé pendant la Seconde Guerre mondiale. Il était armé d'un canon de 47 mm ainsi que d'un fusil-mitrailleur coaxial FN 1930, et était basé sur un des divers châssis de chenillette Carden-Loyd existant à l'époque. Il fut principalement utilisé en tant que canon automoteur et chasseur de chars par l'armée belge en 1940.

## Emploi

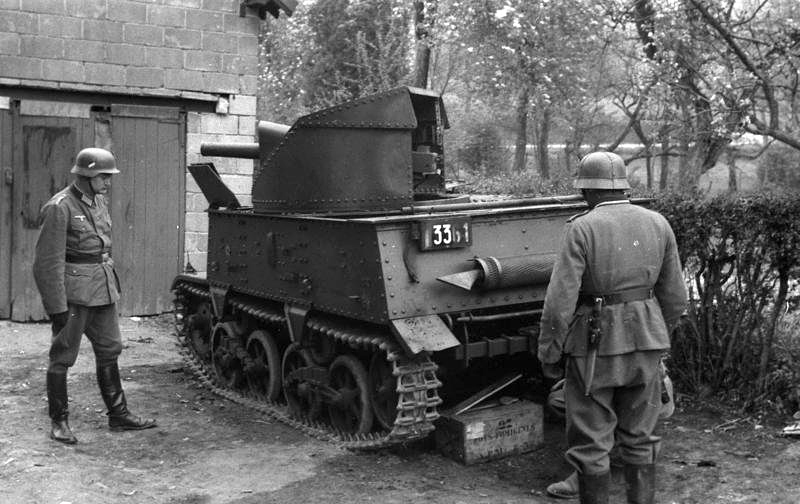
Char belge T13 abandonné durant la campagne des 18 jours (mai 1940).

Le T13 fut utilisé durant la campagne des 18 jours en mai 1940 contre les Allemands, durant laquelle un bon nombre d'exemplaires furent perdus. Après la capitulation belge du 28 mai, le reste des exemplaires sera intégré dans l'armée allemande où les T13 B2 et T13 B3 capturés seront respectivement rebaptisés sous le nom de Panzerjäger VA 801 et de Panzerjäger VA 802, blindés qui serviront notamment sur le front de l'Est face aux Soviétiques.

## Variantes
Il en existait trois variantes :
- T13 B1, une trentaine en service en 1940.
- T13 B2, une vingtaine en service en 1940.
- T13 B3, environ 150 en service en 1940.